# Macrogynoplax guayanensis
Macrogynoplax guayanensis är en bäcksländeart som beskrevs av Günther Enderlein 1909. Macrogynoplax guayanensis ingår i släktet Macrogynoplax och familjen jättebäcksländor. Inga underarter finns listade i Catalogue of Life.